# Манделсхаген
Манделсхаген (њем. Mandelshagen) општина је у њемачкој савезној држави Мекленбург-Западна Померанија. Једно је од 59 општинских средишта округа Бад Доберан. Према процјени из 2010. у општини је живјело 262 становника. Посједује регионалну шифру (AGS) 13051045.

## Географски и демографски подаци
Манделсхаген се налази у савезној држави Мекленбург-Западна Померанија у округу Бад Доберан. Општина се налази на надморској висини од 50 метара. Површина општине износи 16,2 km². У самом мјесту је, према процјени из 2010. године, живјело 262 становника. Просјечна густина становништва износи 16 становника/km².